# Естерјетланд (округ)
Округ Естерјетланд, односно Источнојетски округ (швед. Östergötlands län) је округ у Шведској, у средишњем делу државе. Седиште округа је град Линћепинг, а значајан је и град Норћепинг.
Округ је основан 1634. године.

## Положај округа
Округ Естерјетланд се налази у средишњем делу Шведске. Њега окружују:
- са севера: Округ Еребру,
- са североистока: Округ Седерманланд,
- са истока: Балтичко море,
- са југа: Округ Калмар,
- са југозапада: Округ Јенћепинг,
- са запада: Округ Вестра Јеталанд.

## Природне одлике
Рељеф: У округу Естерјетланд преовлађују нижа подручја. Источну половину округа чини равничарско до благо заталасано подручје до 100 метара надморске висине. На западу је побрђе до 300 метара надморске висине.
Клима: У округу Естерјетланд влада континентална клима.
Воде: Естерјетланд је приморски округ у Шведској, јер га Балтичко море запљускује са истока. Морска обала је веома разуђена, са много острваца и малих залива. У унутрашњости округа постоји низ ледничких језера, од којих је највеће Ветерн, друго по величини у Шведској. Оно чини западну границу округа. Значајна су и језера Роксен и Глан, кроз њих протиче река Мотала, најважнији ток у округу. Дата река је и отока језера Ветерн.

## Историја
Подручје данашњег округа у целости покрива историјску област Источни Јетланд.
Данашњи округ основан је 1634. године.

## Становништво
По подацима 2011. године у округу Естерјетланд живело је око 430 хиљада становника. Последњих година број становника расте.
Густина насељености у округу је преко 40 становника/km², што је осетно више од државног просека (23 ст./km²).

## Општине и градови
Округ Естерјетланд има 13 општина. Општине су:
| - Боксхолм - Вадстена - Валдемарсвик - Едесхег - Идре - Кинда - Линћепинг | - Мјелби - Мотала - Норћепинг - Отвидаберј - Седерћепинг - Финспонг |

Градови (тачније „урбана подручја") са више од 10.000 становника:
- Линћепинг - 104.000 становника.
- Норћепинг - 87.000 становника.
- Мотала - 30.000 становника.
- Финспонг - 12.000 становника.
- Мјелби - 12.000 становника.